# Nejc Zemljak
Nejc Zemljak (* 1. Februar 1988 in Maribor) ist ein slowenischer Beachvolleyballspieler.

## Karriere
Zemljak gewann mit Tine Urnaut 2005 die U19-Weltmeisterschaft in Saint-Quay-Portrieux. Bei der Europameisterschaft der U18 2005 in Illitschiwsk wurden Zemljak/Urnaut Dritte und beim U20-Turnier 2006 in Ankaran Vierte. 2008 studierte Zemljak an der University of Hawaiʻi at Mānoa, nachdem er am II. Gimnazija Maribor in verschiedenen Ballsportarten aktiv gewesen war. 2009 spielte er mit Alen Jole die Mysłowice Open und das CEV-Satellite-Turnier in Vaduz. 2010 erreichte er mit Alen Pajenk das Finale des Challenger-Turniers in Novi Sad. Seit 2013 bildete er ein Duo mit Jan Pokeršnik. Im ersten Jahr kam er mit ihm ins Finale einiger Turniere der Austrian Beach Volleyball Tour und wurde Fünfter der Anapa Open auf der FIVB World Tour. 2014 trat das Duo beim Grand Slam in Klagenfurt an. In diesem und dem folgenden Jahr spielte Zemljak verschiedene internationale und österreichische Turniere mit wechselnden Partnern.
Auf der World Tour 2016 spielten Zemljak/Pokeršnik die Cincinnati Open, die Grand Slams in Olsztyn sowie die Majors in Poreč und Gstaad. Hinzu kamen die CEV-Turniere in Baden, Vaduz, Jūrmala und Pelhřimov. Ihre besten internationales Ergebnisse waren dabei der 13. Platz in Jūrmala und der vierte Rang in Pelhřimov, während es auf der World Tour nicht über 25. Plätze hinausging. Bei nationalen Turnieren erreichte das Duo einen Turniersieg in Ljubljana und einen zweiten Platz in Oslo.
Das Jahr 2017 begannen Zemljak/Pokeršnik mit einem 25. Platz beim 3-Sterne-Turniere in Den Haag. Danach spielten sie vor allem bei CEV-Turnieren und gewannen dabei nach dem vierten Platz in Ljubljana das Turnier in Vaduz. Bei der Europameisterschaft in Jūrmala unterlagen sie als Gruppendritter in der ersten KO-Runde dem deutschen Duo Schümann/Thole. Anschließend gewannen sie das 1-Stern-Turnier in Montpellier. Mit Vid Jakopin siegte Zemljak außerdem beim nationalen Turnier in St. Johann im Pongau und wurde Fünfter beim CEV-Satellite in Baku. Im Winter 2017/18 spielte er einige World-Tour-Turniere mit Danijel Pokeršnik. Ab Mai 2018 war er wieder mit Jan Pokeršnik aktiv. Zemljak/Pokeršnik wurden Neunte in Jinjiang und Vierte in Singapur (jeweils zwei Sterne). Nach neunten Plätzen bei den 3-Sterne-Turnieren in Haiyang und Tokio erreichten sie das Finale in Ljubljana (ein Stern).
Die World Tour 2019 begannen sie mit einem fünften Platz in Kuala Lumpur (drei Sterne). Darauf folgten einige zweistellige Ergebnisse bei höherrangigen Turnieren und eine erneute Finalteilnahme in Ljubljana. Nach einem neunten Rang in Jūrmala spielten sie auch beim Saisonfinale in Rom. National gab es bei der Austrian Beach Volleyball Tour 2019 einen zweiten Platz in Wallsee.
2020 gewannen sie das heimische Turnier in Kranj. Auf der wegen der COVID-19-Pandemie reduzierten World Tour wurden sie Fünfte in Ljubljana und Vierte in Baden. Bei der deutschen Comdirect Beach Tour 2020 erreichte Zemljak mit Sven Winter das Finale des Turniers in Düsseldorf. Anfang 2021 kam er mit dem Österreicher Julian Hörl bei der German Beach Trophy in Düsseldorf ins Playoff-Viertelfinale.
Im Mai 2022 beendeten Zemljak/Pokeršnik ihre Zusammenarbeit. Seitdem spielt Zemljak überwiegend in Deutschland auf der German Beach Tour und anderen nationalen Turnieren, seit 2023 vor allem mit Jonathan Erdmann. Bei den deutschen Meisterschaften 2023 und 2024 erreichten Erdmann/Zemljak die Plätze neun und vier.